# Solomon W. Downs

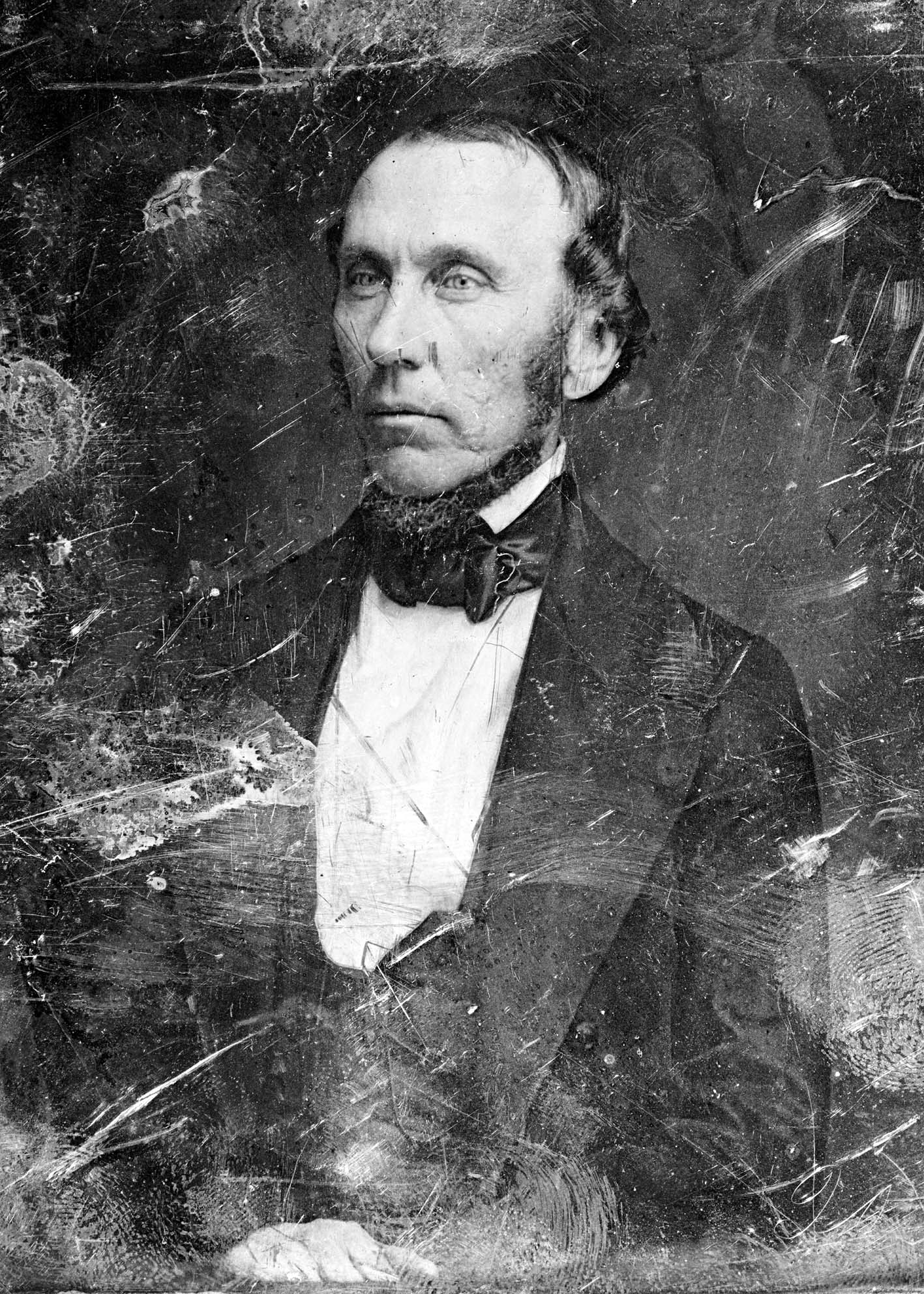
Solomon W. Downs

Solomon Weathersbee Downs (* 1801 im Montgomery County, Tennessee; † 14. August 1854 in Crab Orchard Springs, Kentucky) war ein US-amerikanischer Politiker (Demokratische Partei), der den Bundesstaat Louisiana im US-Senat vertrat.
Nach seiner Schulausbildung besuchte Downs die Transylvania University in Lexington und machte dort 1823 seinen Abschluss. Danach studierte er die Rechtswissenschaften, wurde 1826 in die Anwaltskammer aufgenommen und begann in Bayou Sara (Louisiana) zu praktizieren. Später zog er zunächst nach Ouachita, ehe er sich 1845 in New Orleans niederließ. Dort arbeitete er als Jurist und war auch ein erfolgreicher Pflanzer.
Von 1845 bis 1847 fungierte Downs als Bundesstaatsanwalt für den Gerichtsbezirk Louisiana; er nahm während dieser Zeit auch am Verfassungskonvent des Staates teil. Schließlich wurde er für die Demokraten in den US-Senat in Washington, D.C. gewählt, wo er vom 4. März 1847 bis zum 3. März 1853 eine komplette Legislaturperiode verbrachte. Während dieser Zeit war er unter anderem Vorsitzender des Committee on Engrossed Bills. 1853 wurde er dann von US-Präsident Franklin Pierce zum Steuereinnehmer im Hafen von New Orleans ernannt; im folgenden Jahr starb Solomon Downs in Kentucky.